# Conyers
Conyers est une ville de Géorgie, aux États-Unis. Il s'agit du siège du comté de Rockdale.

## Démographie
| 1870 | 1880  | 1890  | 1900  | 1910  | 1920  |
| ---- | ----- | ----- | ----- | ----- | ----- |
| 637  | 1 374 | 1 349 | 1 605 | 1 919 | 1 817 |

| 1930  | 1940  | 1950  | 1960  | 1970  | 1980  |
| ----- | ----- | ----- | ----- | ----- | ----- |
| 1 495 | 1 619 | 2 003 | 2 881 | 4 890 | 6 567 |

| 1990  | 2000   | 2010   | - | - | - |
| ----- | ------ | ------ | - | - | - |
| 7 380 | 10 689 | 15 195 | - | - | - |

## Personnalités liées à la commune
- Dakota Fanning, actrice américaine née en 1994
- Elle Fanning, actrice américaine, née en 1998, sœur de la précédente
- Holly Hunter, actrice américaine, née en 1958
- Johnny Rapid, acteur pornographique américain, né en 1991
- Teddy Swims

### Lieu de tournage
- 1979 à 1985 : Shérif, fais-moi peur (The Dukes of Hazzard) (série TV)